# Fables et opuscules pédagogiques
Les Fables et opuscules pédagogiques sont une œuvre de Fénelon. Ces fables en prose ont été composées entre 1689 et 1697 pour l'éducation du duc de Bourgogne Louis de France, petit-fils de Louis XIV. Elles n'ont été ni mises en ordre, ni publiées par leur auteur ; ce n'est qu'après sa mort que son neveu le marquis de Fénelon et son ami M. de Ramsay ont recueilli ces compositions éparses, et en ont donné, en 1718, la première édition authentique, collationnée sur les manuscrits de l'auteur.
Louis-François de Bausset (1748-1824), auteur en 1803 d'une biographie de Fénelon, y déclare que ces fables ne conviennent qu'à un prince, et à un prince destiné à régner.

## Contenu
Le recueil compte entre trente-six et quarante-huit fables, selon les éditions. Elles sont aussi bien à thèmes animaliers que reprenant des récits de la littérature antique comme l'anneau de Gygès.